# Ладакхская группа по защите экологии и окружающей среды
Ладакхская группа по защите экологии и окружающей среды (англ. Ladakh Ecological Development and Environmental Group (LEDeG)) — природоохранная общественная организация с штабом в Карзу, Лех, Ладакх в северной Индии.

## Цели
Учреждённая (выделенная) в 1983 году, организация поставила задачи по поддержанию благоприятного состояния окружающей среды Ладакха и особенно использование возобновляемой энергии, и, что важно для региона — солнечной энергии.
Организация уделяет особое внимание экологическим, экономическим и культурным проблемам малоимущих ладакхских общин.
На официальном сайте указаны следующие направления деятельности:
1. Развитие в Ладакхе понимания необходимости задуматься о долгосрочных перспективах развития[3],
2. Привести людей к осознанию традиционной ладакхской культуры, как ключа к успешному развитию[3],
3. Поощрение использования возобновляемых ресурсов[3],
4. Опробование и демонстрацию энергосберегающих технологий при использовании возобновляемых ресурсов[3],
5. Оказание финансовой помощи местным проектам[3],
6. Сбор пожертвований, грантов, сборов и т. д., а также осуществление вспомогательной коммерческой деятельности, для целей финансирования, указанных проектов[3],
7. Порождение у ладакхцев желания осуществлять сбалансированное, устойчивое и экологичное развитие своей земли в будущем[3].

## История проекта
Международное общество экологии и культуры (ISEC) утверждает, что создали экологическую организацию в Ладакхе ещё в 1978 и к 1980 создалась небольшая группа под руководством известной защитницы окружающей среды Хелены Норберг-Ходж. Хотя организация обрела самостоятельность в 1983, она по-прежнему тесно связана с ISEC в целях экологического развития и устойчивости Ладакха. Сейчас в LEDeG больше 100 постоянных членов, президент — Цеванг Ригзин. LEDeG установили связь с местным населением и добились значительных успехов в области внедрения экологически-чистых и возобновляемых источников энергии. В 2003—2007 они установили станции на солнечных батареях у Тангце, с помощью ICEF, MNRE и LAHDC. Сейчас мощностей хватает на то, чтобы на пять часов в день обеспечить 350 семей электричеством.
В целях улучшения водоснабжения организация создала много насосных станций. Вместе с ISEC были проведены консультации с фермерами с целью устойчивого развития сельского хозяйства, поощряется выращивание местных сортов зерновых и бобовых и разъяснения опасностей пестицидов, фунгицидов и химических удобрений. Были установлены обогреватели на солнечных батареях для обогрева домов в зимнее время, водонагреватели и плиты на солнечной энергии, фотовольтаические станции, а также ветряки и мини-ГЭС для производства электроэнергии.